# A280-as autópálya (Németország)
Az A280-as autópálya (németül: Bundesautobahn 280) egy autópálya Németországban. Hossza 5 km.